# Vochtigheidsmeter (materiaaltechniek)

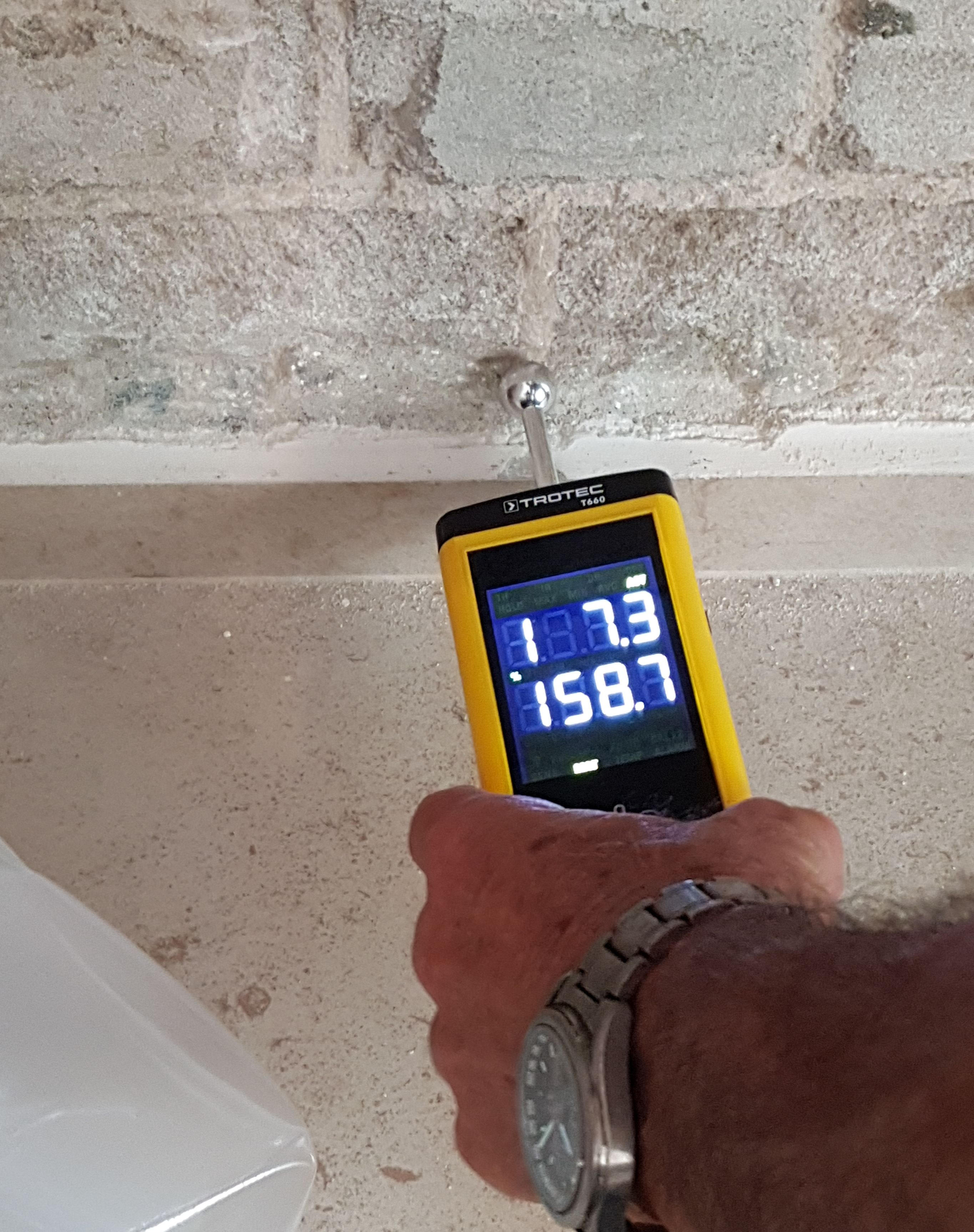

Een vochtigheidsmeter, meestal vochtmeter genoemd, is een meettoestel dat vochtigheid kan meten.
Er bestaan verschillende meetsystemen, de twee meest gekende zijn de resistieve en de dielektrische meters. 
De resistieve meter kenmerkt zich door de twee metalen pennen aan het uiteinde. Het meet de elektrische weerstand tussen de twee pinnen met een vaste tussenafstand wanneer deze tegen een oppervlak gedrukt worden. Deze meting wordt gebruikt om de vochtigheid van muren bij bijvoorbeeld waterlekken te meten. Hoe lager de weerstand, des te hoger is de vochtigheid van het gemeten oppervlak. Deze meting meet dus enkel de vochtigheid aan het oppervlak waar de pennen contact maken. Het meet dus vochtigheid op de muur. 
De diëlektrische meting werkt met een ander elektrisch principe dat toelaat om niet-destructief dieper in de materialen te dringen. Hiermee kan vochtigheid tot enkele centimeter in de muur gemeten worden. Met behulp van een strooiveld wordt door een grotendeels bolvormige sensor op een niet-destructieve manier enkele centimeters diep in de bouwsubstantie gemeten.